# Aleksandr Litvinenko
Aleksandr Litvinenko (n. 4 decembrie 1962, Voronej, RSFS Rusă, URSS – d. 23 noiembrie 2006, Greater London, Anglia, Regatul Unit) a fost un ofițer al serviciilor secrete ruse FSB (fostul KGB) specializat în crimă organizată.
În noiembrie 1998, Litvinenko și alți câțiva ofițeri ai FSB și-au acuzat superiorii în mod public pentru ordinul de asasinare a lui Boris Berezovsky.
Litvinenko a fost arestat în martie 1999 sub acuzația de a-și fi depășit atribuțiile.
A fost achitat în noiembrie 1999 și re-arestat din nou după care acuzațiile au fost retrase în 2000.
S-a refugiat cu familia sa în Londra unde i s-a acordat azil politic.
În Regatul Unit a lucrat ca jurnalist, scriitor și consultant pentru serviciile secrete britanice.
În timpul șederii în Londra, Litvinenko a scris două cărți: Blowing Up Russia: Terror from Within și Lubyanka Criminal Group, în care a acuzat serviciile secrete ruse de amplasarea unor bombe în apartamente și alte acte de terorism.
De asemenea l-a acuzat pe Vladimir Putin ca fiind cel care a ordonat asasinarea jurnalistei Anna Politkovskaya.
Pe 1 noiembrie 2006 s-a îmbolnăvit subit iar moartea a survenit în câteva săptămâni, când se afla pe patul de spital.
Cauza morții a fost otrăvirea prin ingestie de poloniu.
Rusia a refuzat să-l extrădeze în Regatul Unit pe principalul suspect, Andrey Lugovoy, ceea ce a dus la răcirea considerabilă a relațiilor dintre cele două țări.